# Kościół św. Elżbiety w Pinczynie
Kościół św. Elżbiety – rzymskokatolicka, neobarokowa świątynia parafialna znajdująca się w kociewskiej wsi Pinczyn, w powiecie starogardzkim, na terenie diecezji pelplińskiej.

## Historia
Początki pinczyńskiej parafii sięgają XIII wieku, co czyni ją jedną z najstarszych na Kociewiu. Powstała za sprawą księcia Sambora II, włączono ją do dekanatu starogardzkiego. Z pochodzącej z 1583 roku wzmianki o wizytacji biskupa Hieronima Rozdrażewskiego wynika, że stał tu drewniany kościół, a parafia od trzech lat nie miała proboszcza, którego miejsce zajął innowierca. W 1607 świątynię ponownie przejęli katolicy, którzy przyłączyli ją do dekanatu tczewskiego. Wedle zapisków z 1710 roku Pinczynem opiekował się proboszcz z Pogódek, własnego plebana parafia uzyskała w 1733 roku. Proboszczem został Michał Gamratowski, który w 1742 uzyskał zgodę od biskupa na rozbiórkę starego kościoła i budowę nowego. Prace nad kolejną drewnianą budowlą ukończono w 1743.
Pod koniec XIX wieku liczba parafian wzrosła do ponad tysiąca. W 1914 rozpoczęto starania o budowę większego kościoła, lecz przerwał je wybuch I wojny światowej i problemy finansowe. W 1925 konserwator zabytków nie dostrzegł w drewnianej świątyni walorów zabytkowych, jednocześnie zalecając przeniesienie do nowego budynku elementów wyposażenia, szczególnie ołtarzy. 9 czerwca 1925 ks. proboszcz Stanisław Hoffmann uzyskał zgodę na rozbiórkę. Projekt nowej świątyni sporządził poznański architekt Roger Sławski, jej budowa trwała w latach 1926–1927.
Kościół uniknął zniszczenia podczas II wojny światowej, w 1952 roku wyremontowano dach, a w 1954 ukończono polichromię wewnątrz świątyni. W latach 70. ustawiono nowy ołtarz dostosowany do wymagań soboru watykańskiego II, odmalowano elewacje zewnętrzną i zainstalowano nagłośnienie.
1 października 2008 budynek, wraz z sąsiednim cmentarzem i pomnikiem ks. Hoffmanna, wpisano do rejestru zabytków nieruchomych województwa pomorskiego.

## Architektura i wyposażenie
Świątynia neobarokowa, trójnawowa, o układzie halowym. Ma długość 45 m i szerokość 22 m, a nawa główna jest wysoka na 12 m. Strop wznosi się na ośmiu filarach, od wschodu do nawy dostawione jest prezbiterium z absydą, doświetlone trzema witrażami z lat 70 XX wieku. Stacje drogi krzyżowej wykonał toruński rzeźbiarz Ignacy Zelek, poświęcił je 5 sierpnia 1951 bp Kazimierz Kowalski. Obraz Matki Bożej Nieustającej Pomocy zainstalowano w 1965 roku. Od 19 marca 2022 przechowywane są tu relikwie patronki kościoła, św. Elżbiety. Przed kościołem ustawiono pomnik ks. Stanisława Hoffmanna.
Na wieży kościelnej zawieszone są dwa dzwony oraz sygnaturka. Mniejszy z nich został odlany w 1711 roku przez gdańskiego ludwisarza Michaela Wittwercka, ufundował go Hanc Campanam z Góry. Ma średnicę 63,5 cm i wysokość 50 cm, zdobią go inskrypcje w języku łacińskim i wizerunki śś. Elżbiety i Rocha. Został zarekwirowany podczas II wojny światowej, do Pinczyna wrócił przed rokiem 1949 staraniem ks. Franciszka Kirsteina. Większy dzwon, poświęcony św. Józefowi, odlano w 1955 roku.
Na wschód od kościoła ulokowano cmentarz, sięgający historią XIII wieku. Pochowano tu m.in.: księży Józefa Larischa (zm. 1919), Jana Rogalskiego (zm. 1939, pochowany 1946) i Józefa Bogaleckiego (zm. 1982), ofiary ataku wojsk radzieckich: Albina Betlejemskiego i Bernarda Mazę, oraz poetkę i pieśniarkę ludową Franciszkę Powalską (zm. 1970).

## Galeria

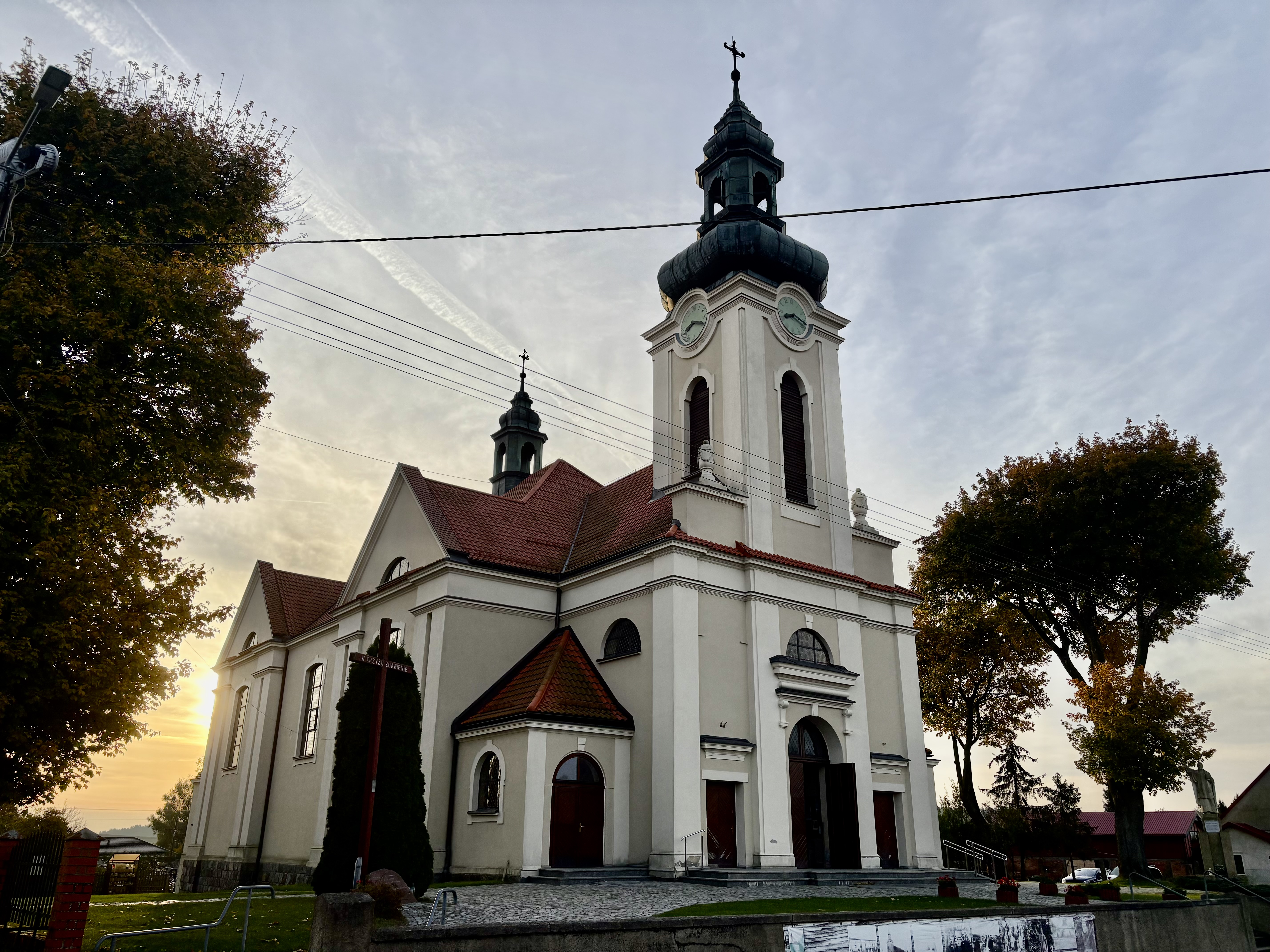
Widok z północnego zachodu
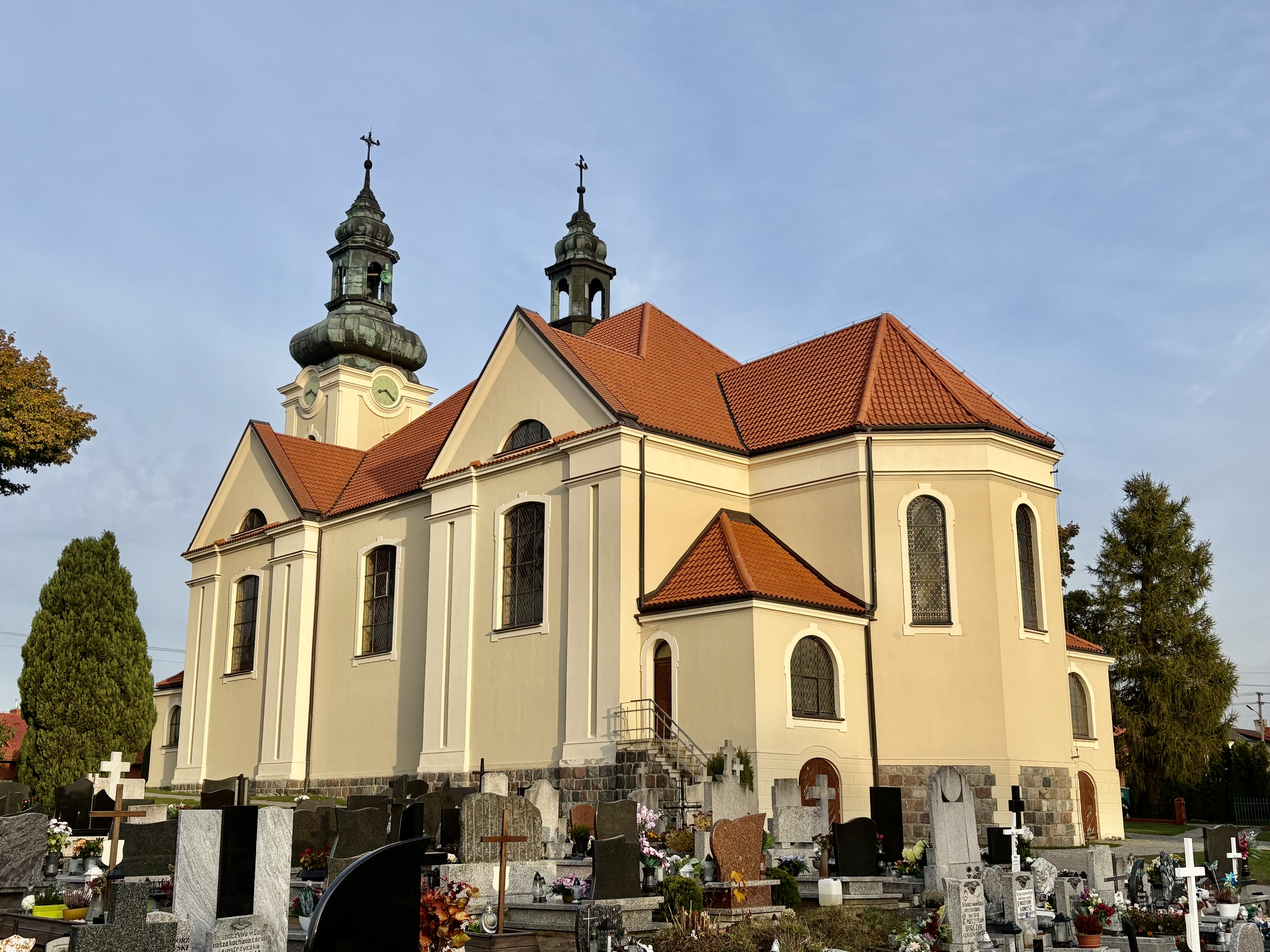
Widok z południowego wschodu
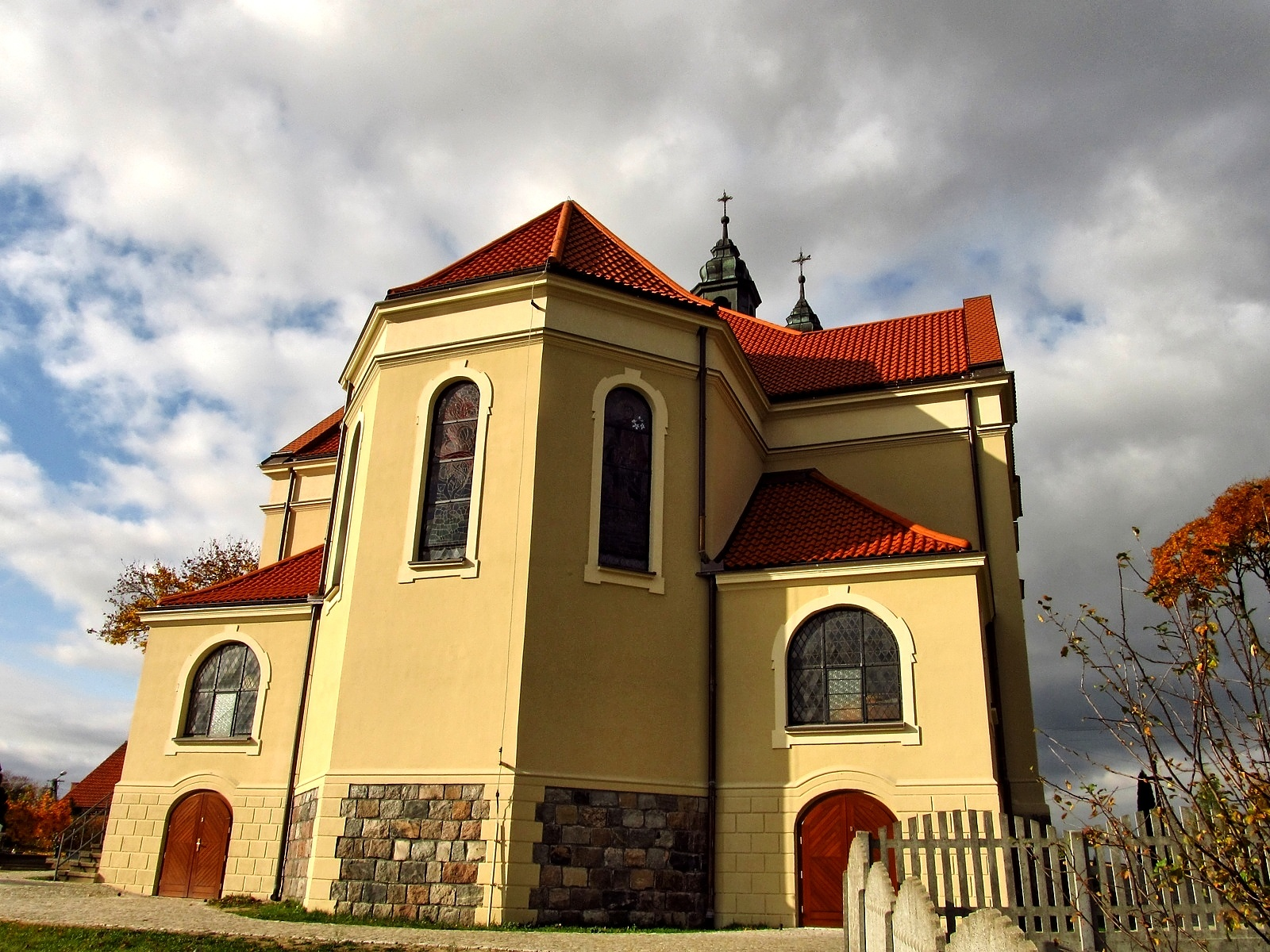
Absyda
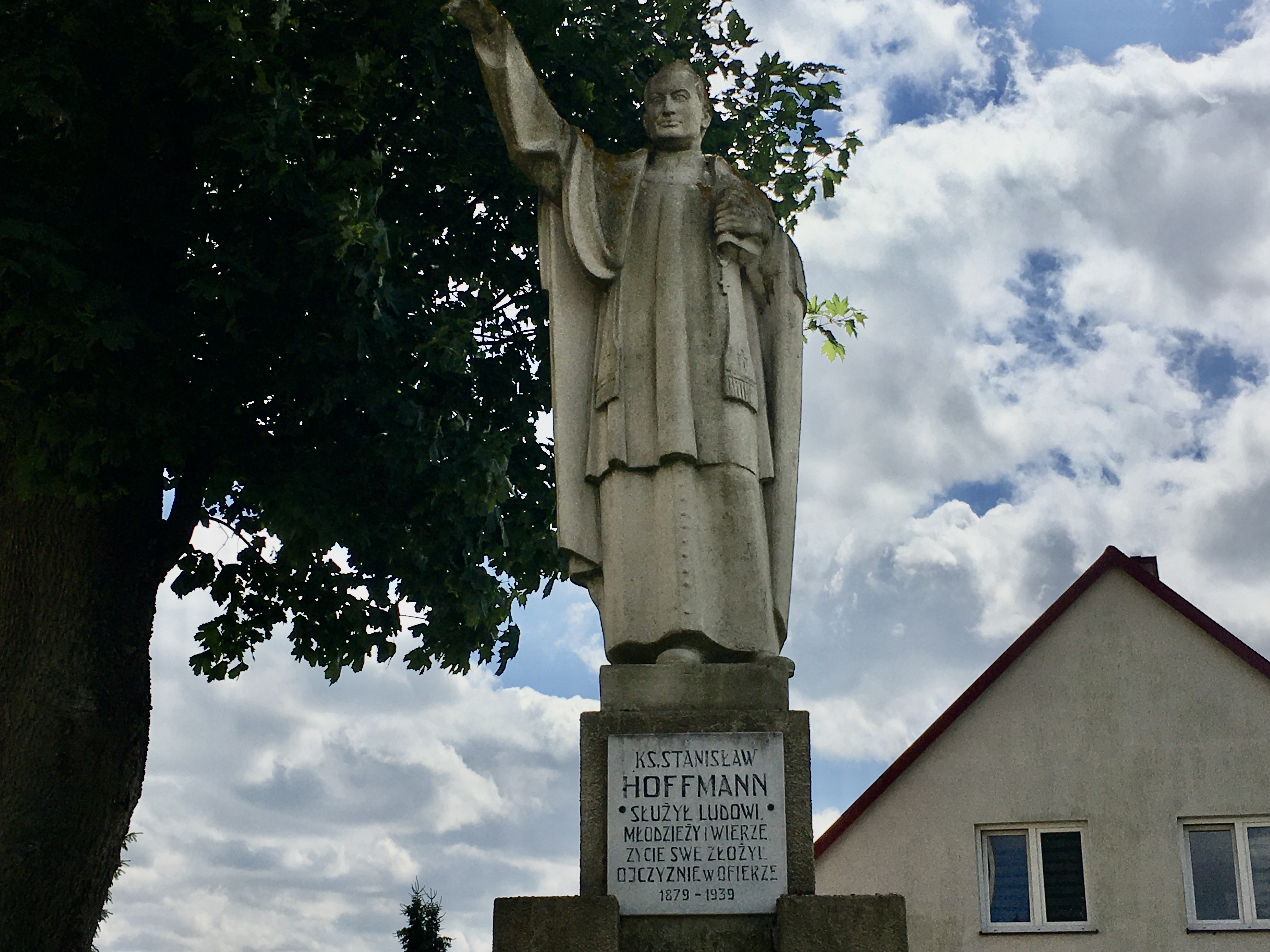
Pomnik ks. Hoffmanna
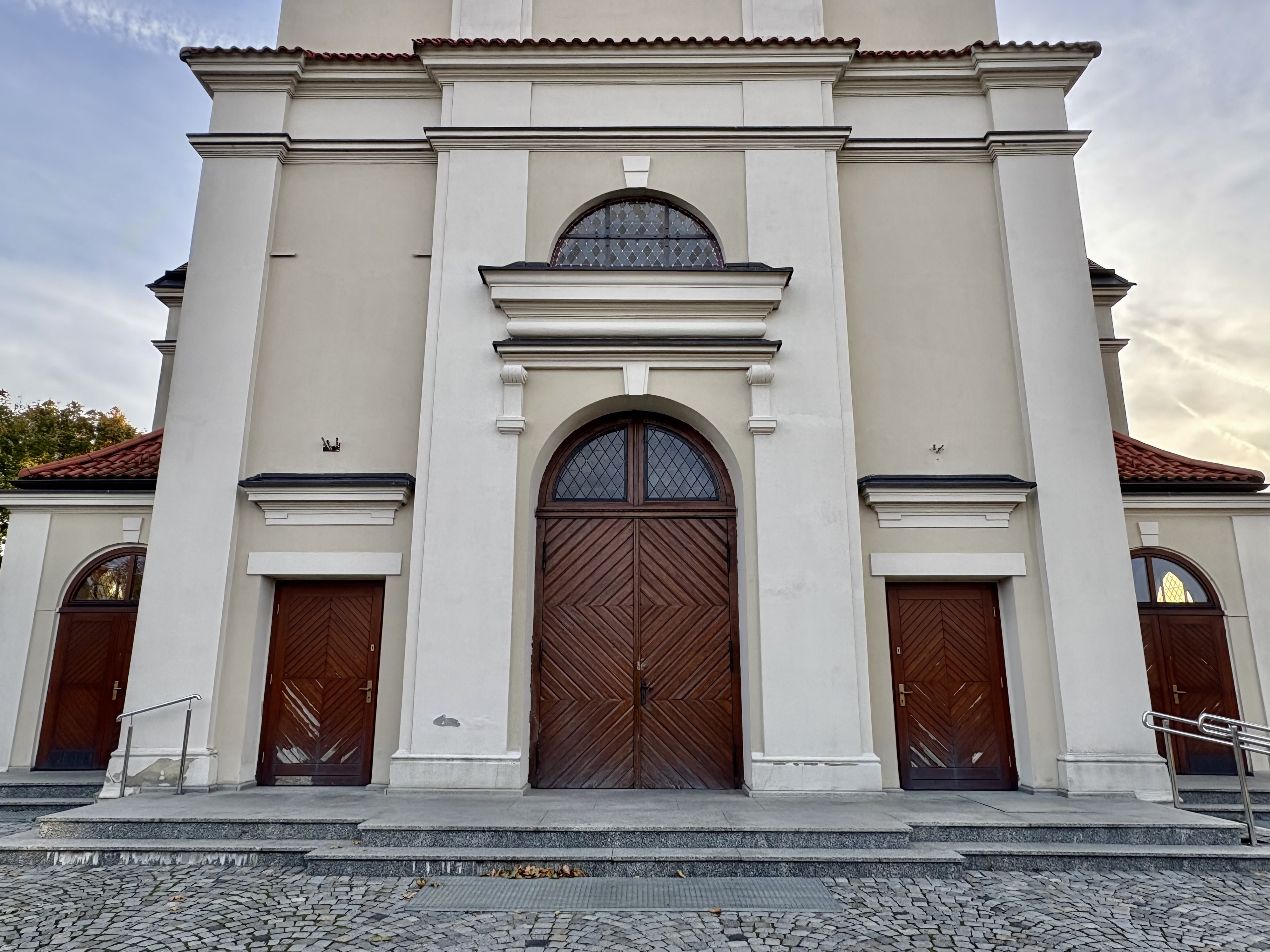
Portal główny
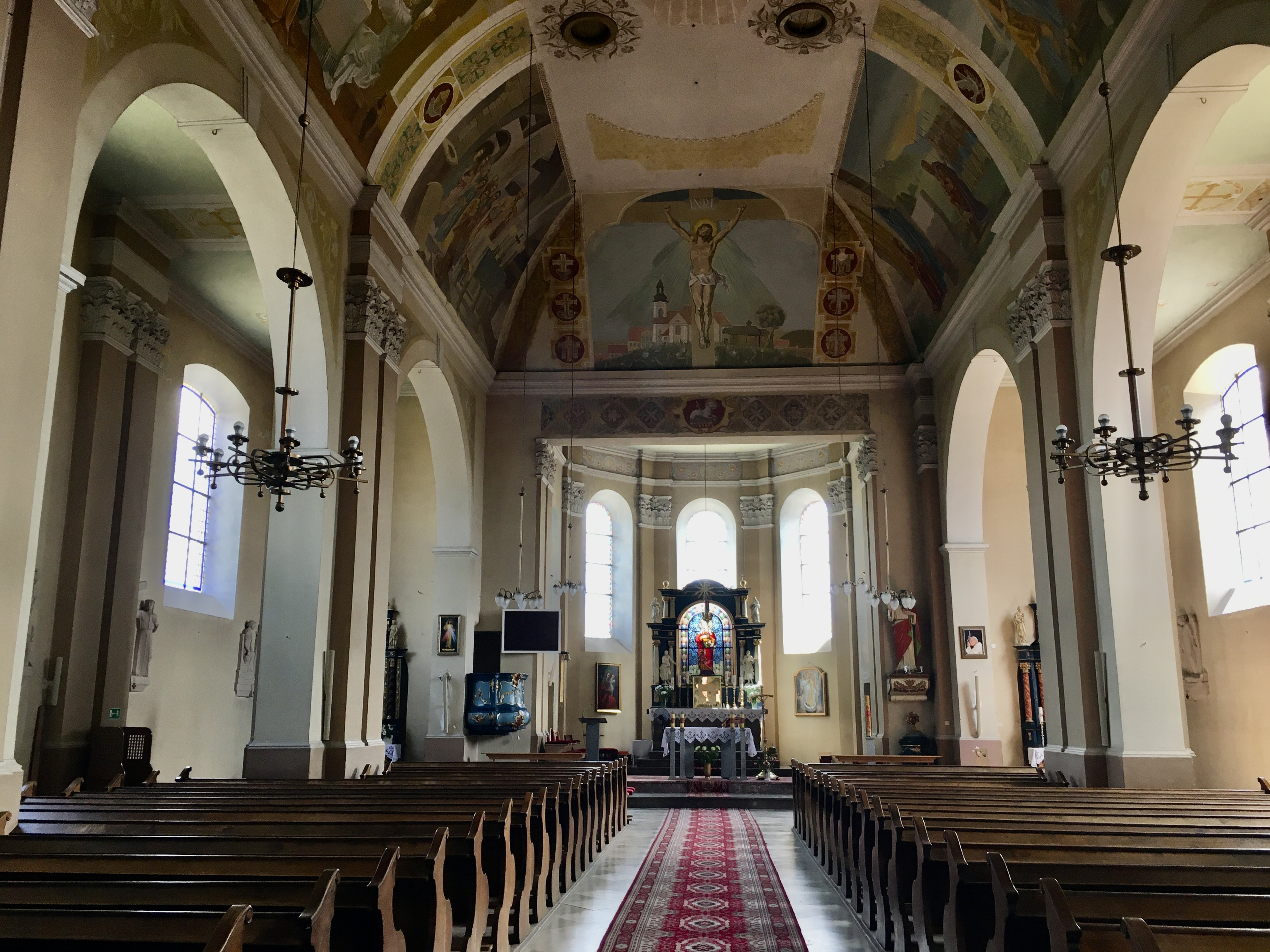
Wnętrze
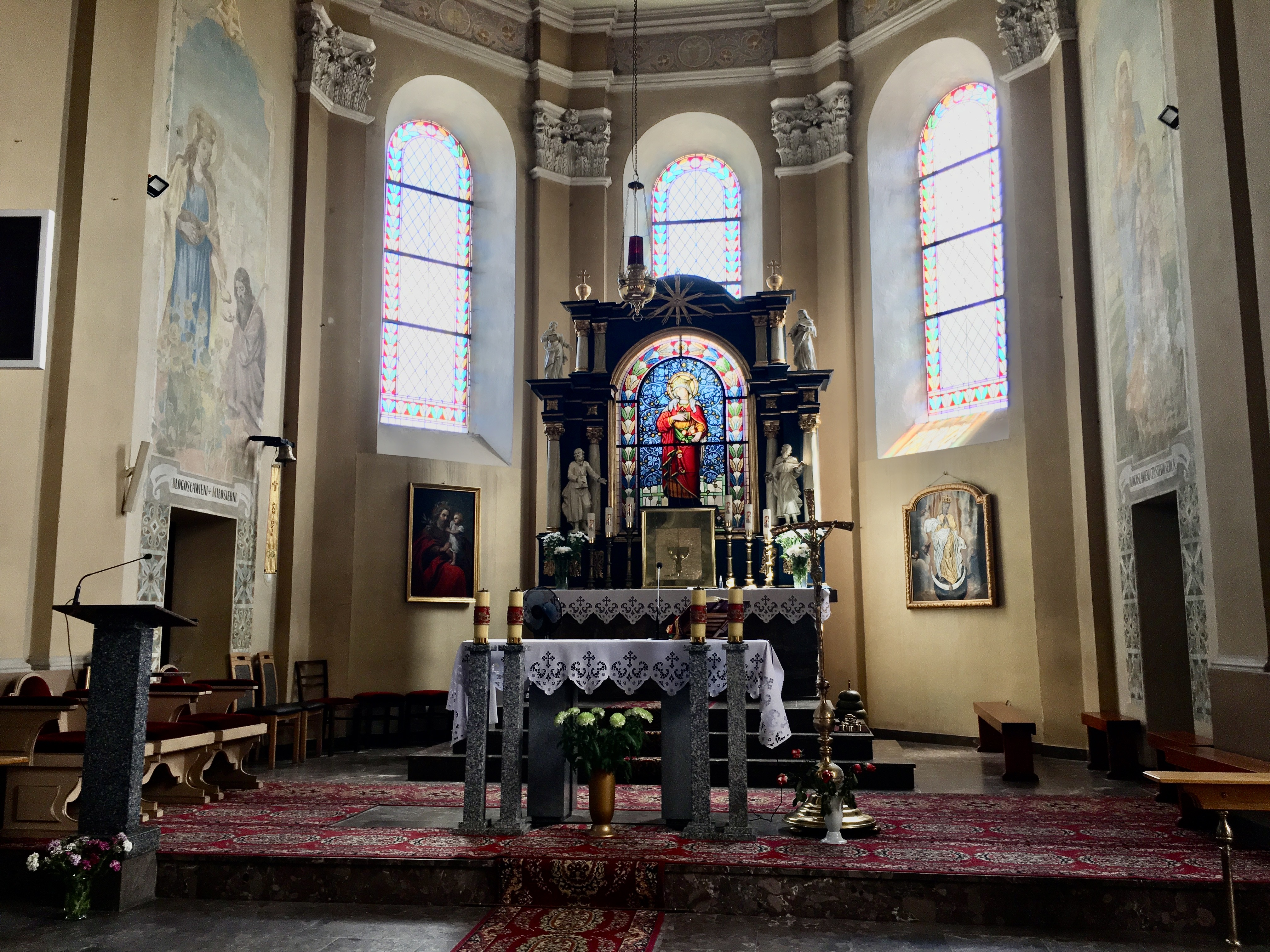
Ołtarz
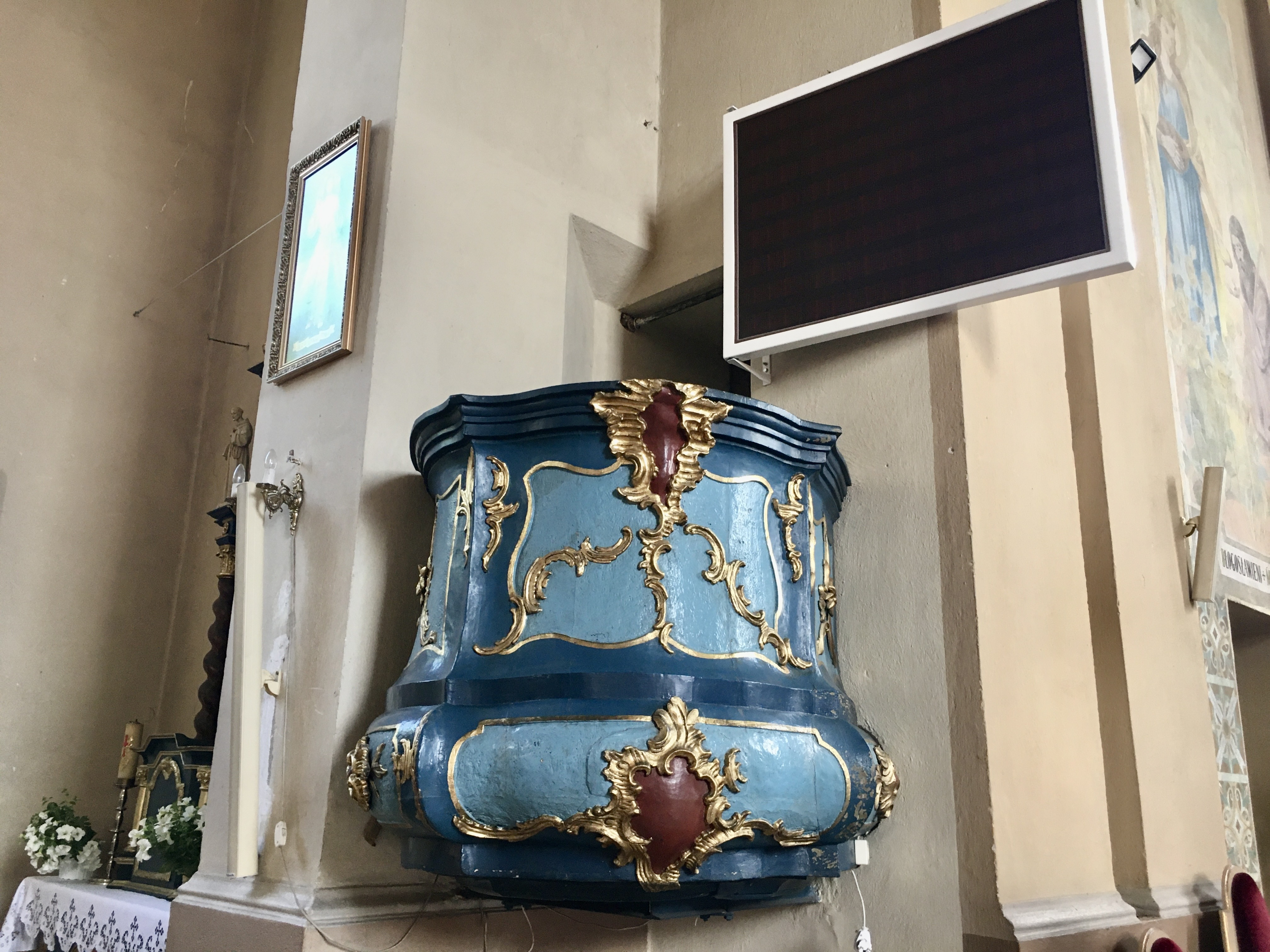
Ambona
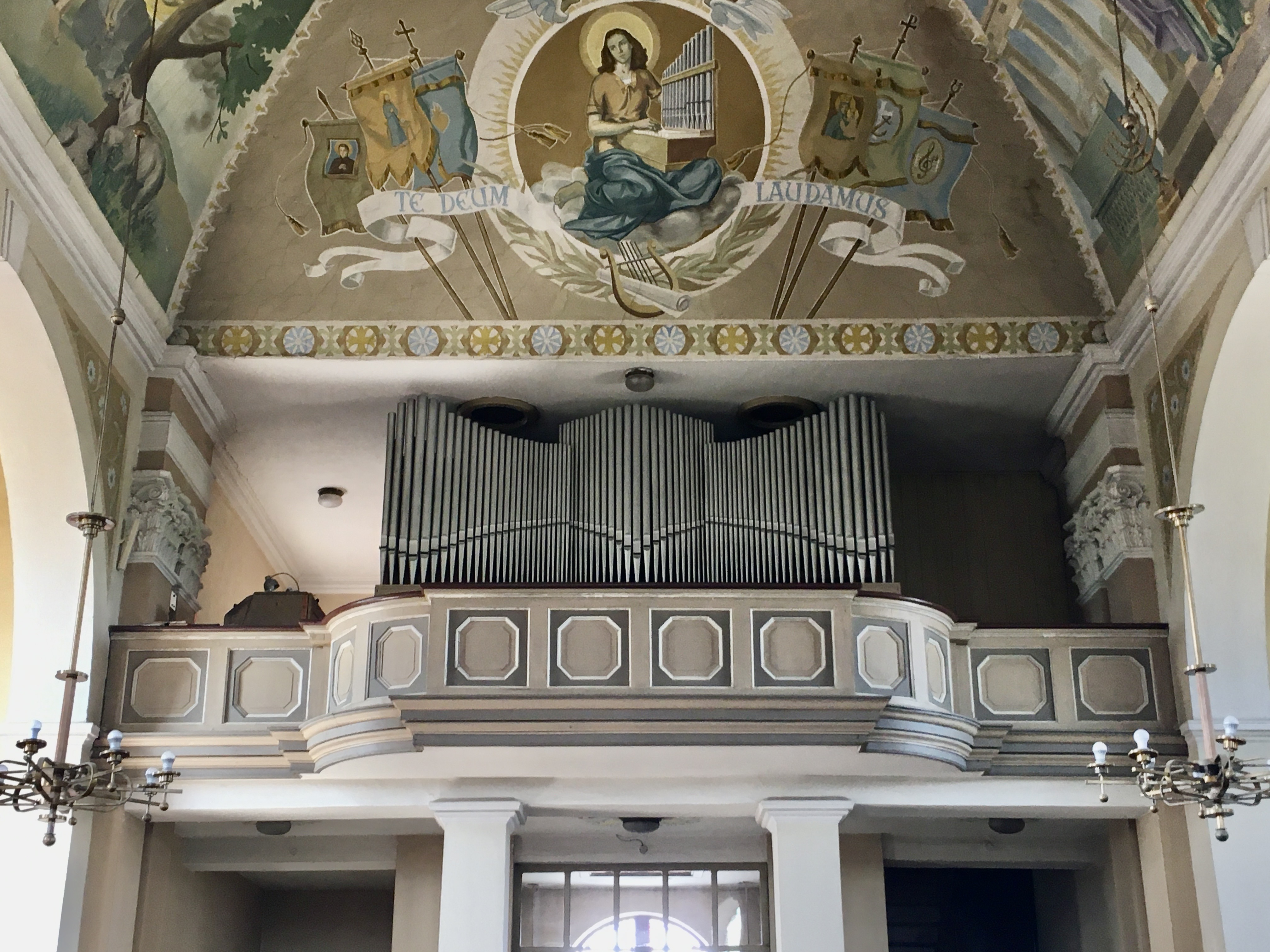
Empora i organy